# Цзянхуа-Яоский автономный уезд
Цзянхуа-Яоский автономный уезд (кит. упр. 江华瑶族自治县, пиньинь Jiānghuá Yáozú zìzhìxiàn) — автономный уезд городского округа Юнчжоу провинции Хунань (КНР).

## История
Во времена империи Хань в 111 году до н. э. был создан уезд Фэнчэн (冯乘县). Во времена империи Тан в 621 году из него был выделен уезд Цзянхуа. В 684 году из-за практики табу на имена, чтобы избежать использование иероглифа «хуа», которым писалось личное имя У Хуа (деда У Цзэтянь), уезд был переименован в Юньси (云溪县), но в 705 году ему было возвращено прежнее название.
После образования КНР в 1949 году был создан Специальный район Юнчжоу (永州专区), и уезд Цзянхуа вошёл в его состав. В мае 1950 года Специальный район Юнчжоу был переименован в Специальный район Линлин (零陵专区).
В октябре 1952 года Специальный район Линлин был расформирован, и уезд перешёл в состав новой структуры — Сяннаньского административного района (湘南行政区). В 1954 году Сяннаньский административный район был упразднён, и уезд вошёл в состав Специального района Хэнъян (衡阳专区).
25 ноября 1955 года уезд Цзянхуа был расформирован: часть его территории перешла в состав уезда Юнмин, а на остальной территории был создан Цзянхуа-Яоский автономный уезд. 
В декабре 1962 года был воссоздан Специальный район Линлин, и уезд вернулся в его состав.
В 1968 году Специальный район Линлин был переименован в Округ Линлин (零陵地区).
Постановлением Госсовета КНР от 21 ноября 1995 года округ Линлин был преобразован в городской округ Юнчжоу.

## Административное деление
Автономный уезд делится на 9 посёлков, 6 волостей и 1 национальную волость.